# Saint-Georges-de-Mons
Pour les articles homonymes, voir Saint-Georges, Saint Georges (homonymie) et Georges.
Saint-Georges-de-Mons [sɛ̃ ʒɔʁʒ də mɔ̃s] est une commune française située dans le département du Puy-de-Dôme, en région Auvergne-Rhône-Alpes.

## Géographie

### Localisation
La commune de Saint-Georges-de-Mons est située dans les Combrailles, dans le Nord-Ouest du département du Puy-de-Dôme.
Six communes sont limitrophes :
| Sauret-Besserve   | Queuille              | Vitrac |
|                   | Saint-Georges-de-Mons | Manzat |
| Les Ancizes-Comps | Chapdes-Beaufort      |        |

### Géologie et relief
La commune est située « aux confins de la chaîne des Dômes », « sur un plateau cristallin ». Son altitude moyenne est de 715 mètres.

### Hydrographie
Les gorges de la Sioule bordent la commune à l'ouest.

### Climat
Pour des articles plus généraux, voir Climat d'Auvergne-Rhône-Alpes et Climat du Puy-de-Dôme.
En 2010, le climat de la commune est de type climat des marges montargnardes, selon une étude du Centre national de la recherche scientifique s'appuyant sur une série de données couvrant la période 1971-2000. En 2020, Météo-France publie une typologie des climats de la France métropolitaine dans laquelle la commune est exposée à un climat de montagne ou de marges de montagne et est dans la région climatique Ouest et nord-ouest du Massif Central, caractérisée par une pluviométrie annuelle de 900 à 1 500 mm, maximale en automne et en hiver.
Pour la période 1971-2000, la température annuelle moyenne est de 9,1 °C, avec une amplitude thermique annuelle de 15,1 °C. Le cumul annuel moyen de précipitations est de 897 mm, avec 10,8 jours de précipitations en janvier et 8,3 jours en juillet. Pour la période 1991-2020, la température moyenne annuelle observée sur la station météorologique de Météo-France la plus proche, « Saint-Gervais-d'Auvergne », sur la commune de Saint-Gervais-d'Auvergne à 10 km à vol d'oiseau, est de 9,8 °C et le cumul annuel moyen de précipitations est de 825,6 mm,. Pour l'avenir, les paramètres climatiques de la commune estimés pour 2050 selon différents scénarios d'émission de gaz à effet de serre sont consultables sur un site dédié publié par Météo-France en novembre 2022.

## Urbanisme

### Typologie
Au 1er janvier 2024, Saint-Georges-de-Mons est catégorisée commune rurale à habitat dispersé, selon la nouvelle grille communale de densité à sept niveaux définie par l'Insee en 2022.
Elle appartient à l'unité urbaine de Saint-Georges-de-Mons, une agglomération intra-départementale regroupant deux  communes, dont elle est ville-centre,,. La commune est en outre hors attraction des villes,.

### Occupation des sols
L'occupation des sols de la commune, telle qu'elle ressort de la base de données européenne d’occupation biophysique des sols Corine Land Cover (CLC), est marquée par l'importance des territoires agricoles (67,2 % en 2018), en diminution par rapport à 1990 (69,5 %). La répartition détaillée en 2018 est la suivante : prairies (34,1 %), zones agricoles hétérogènes (32,1 %), forêts (27,3 %), zones urbanisées (5,3 %), terres arables (1 %), zones industrielles ou commerciales et réseaux de communication (0,2 %).
L'IGN met par ailleurs à disposition un outil en ligne permettant de comparer l’évolution dans le temps de l’occupation des sols de la commune (ou de territoires à des échelles différentes). Plusieurs époques sont accessibles sous forme de cartes ou photos aériennes : la carte de Cassini (XVIIIe siècle), la carte d'état-major (1820-1866) et la période actuelle (1950 à aujourd'hui).

### Logement
En 2013, la commune comptait 1 195 logements, contre 1 134 en 2008. Ces logements sont majoritairement des résidences principales (78,8 %). Les résidences secondaires représentent une part de 6,1 % et les logements vacants 15,1 %. 82,7 % de ces logements sont des maisons individuelles et 10,4 % des appartements.
La part des logements occupés par les propriétaires s'élève à 68,7 %, en hausse par rapport à 2008 (63,6 %). Celle des HLM loués vides s'élève à 12 %, stable.

### Voies de communication et transports

#### Voies routières

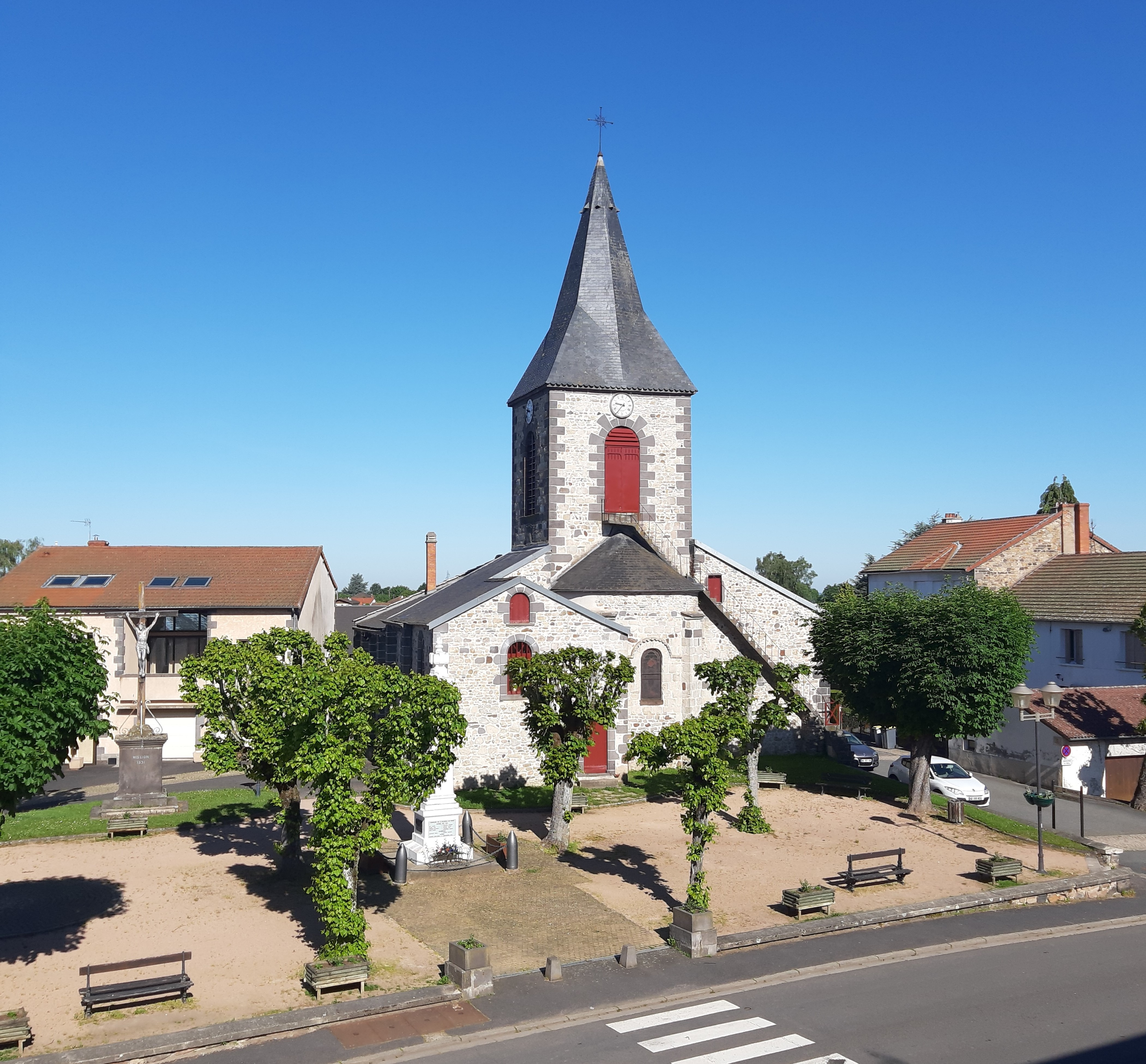
Place de l'Église.

La commune est traversée d'est en ouest par la route départementale 19, reliant Combronde et Manzat à l'est aux Ancizes et à Pontaumur. Le centre-ville est traversé par la route départementale 419 ; il existe aussi une D 419a.
La route départementale 90 relie Volvic (au droit de la gare) au centre-ville de Saint-Georges-de-Mons via le lieu-dit Les Richards, puis entre le lieu-dit Bel Horizon à la commune limitrophe de Queuille.
Le territoire communal est également traversé par les routes départementales 61 (vers Vitrac), 62a (liaison de la D 62 aux Girauds, commune de Chapdes-Beaufort, à la D 90 aux Richards) et 416 (vers le village de Champelbot).

#### Transport ferroviaire
Saint-Georges-de-Mons était desservie par la gare des Ancizes - Saint-Georges, située sur le territoire de la commune voisine des Ancizes-Comps, sur la ligne de Lapeyrouse à Volvic suspendue à tout trafic. À proximité de la route départementale 90, une halte existait aux Richards.

#### Transports en commun
Une liaison régionale d'autocars existe entre Clermont-Ferrand et Les Ancizes - Saint-Georges.

## Toponymie
La commune est nommée Sent Jòrgi de Mons en occitan.

## Histoire

### Les Templiers et les Hospitaliers
Bourdelles est un hameau de la commune et ancienne paroisse indépendante de Saint-Georges-de-Mons au moins jusqu'au XVIe siècle.
En 1374-1375 et en 1380, on trouve un commandeur Hospitalier de Bourdelles.
D'après Alexandre Bruel qui a étudié les pouillés du diocèse de Clermont, c'est une ancienne commanderie de l'ordre du Temple, devenue un membre de la commanderie de Chanonat à l'époque des Hospitaliers. Opinion partagée par plusieurs auteurs tels que Ambroise Tardieu mais pas Augustin Chassaing qui situe le « membre de Bourdelles » dans la commune de Chappes ou Léopold Niepce dans celle de « Chapiers » (Saint-Germain-Lembron). Bourdelles a du conserver un certain temps le rang de commanderie après sa dévolution aux Hospitaliers de l'ordre de Saint-Jean de Jérusalem.
Au cours de la période révolutionnaire de la Convention nationale (1792-1795), la commune a porté le nom de Mons-le-Libre.
Seconde Guerre Mondiale (1939-1945) :
Saint-Georges-de-Mons étant particulièrement bien située au cœur des Combrailles, a grandement facilité l'implantation de maquisards. De nombreux bois, des hameaux isolés accueillaient des commandos de partisans. Ils se réunissaient dans l'arrière boutique d'une épicerie détenue par Yvonne Bourdarot, une véritable résistante de l'ombre, dont l'habitation était située et existe encore aujourd'hui « place de la Résistance » au cœur du bourg de St-Georges.
C'est à cet endroit que se décida une opération fort délicate et risquée le 9 août 1944 : la délivrance de 114 personnes emprisonnées à Riom et destinées à être fusillées ou déportées.
Le rassemblement eut lieu le 13 août 1944 à 2h15 sur le CD 19 face au cimetière de Saint-Georges. Cette rue est actuellement dénommée « avenue de la Libération » : sous la direction du commandant LENOIR (de son vrai nom BAC), le convoi composé de cinq groupes de 12 hommes, six camions ou cars pour assurer le transport des maquisards à Riom et pour ramener les prisonniers (après leur libération). Le départ eut lieu à 2 h 30 du matin.
Armement : 3 fusils mitrailleurs, 54 mousquetons ou Lebel, 10 mitraillettes, 30 grenades, 20 revolvers et assez de munitions pour tenir pendant 5 minutes en cas d'affrontement. Afin de donner toutes les chances de réussite, 3 maquisards étaient déguisés en soldats allemands ainsi que Jean BAC.

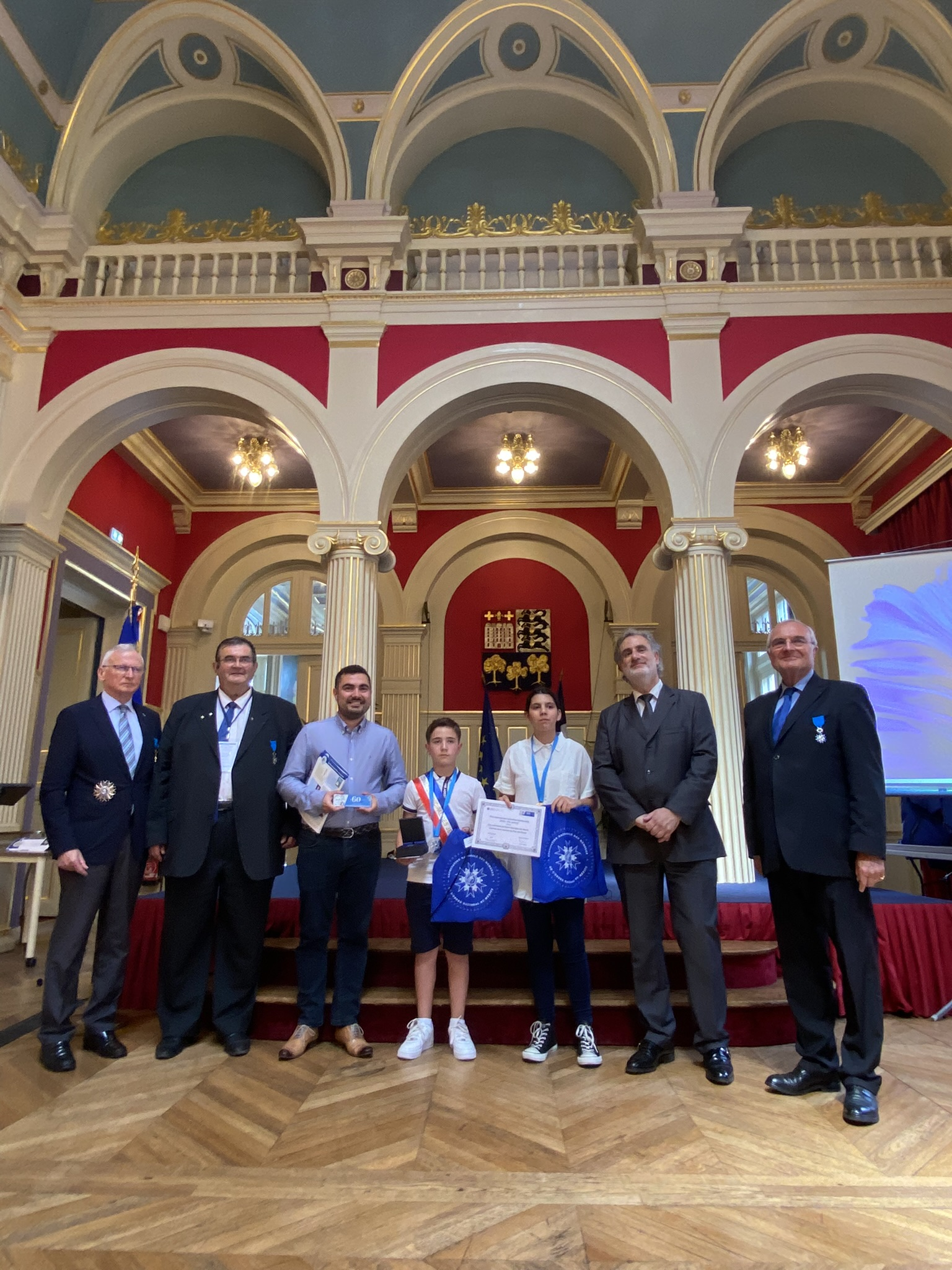
Entouré des officiels présents en mairie du 16e arrondissement de Paris, le maire Julien Perrin a reçu les différentes distinctions (1er Prix National de l'initiative mémorielle et la médaille du Président de la République) accompagné de Marceau Cercy, élu au conseil municipal des jeunes et de Manon Merle, ancienne élève de 3e.

Arrivés sur place, les hommes se disposèrent autour de la prison sur le Pré MADAME et les 4 maquisards en tenue allemande se présentèrent à la porte de la prison, ils pénétrèrent dans la prison. Après avoir maîtrisé la sentinelle de garde, tandis qu'un autre coupait les fils du standard téléphonique, un deuxième garde fut immobilisé ainsi que le directeur de la prison qui fut bien obligé d'ouvrir la porte de chaque cellule.
Les 114 prisonniers dont 16 femmes montèrent allègrement dans les véhicules et la caravane reprit le chemin de la Sioule en passant par Saint-Georges et Les Ancizes.
Ce coup de main fort bien réussi et sans une goutte de sang restera dans les annales de la commune pendant longtemps encore.
Par ailleurs, la commune de Saint-Georges-de-Mons a été honorée par l'obtention du 1er Prix Départemental de l'Initiative Mémorielle remis le 7 mai 2022 par l'Association nationale des membres de l'Ordre national du Mérite 63 (ANMONM63) pour avoir créée une commémoration en hommage aux hommes et femmes de combat ayant participé à la Libération des 114 prisonniers de la Maison d'Arrêt de Riom le 13 aout 1944.
Enfin, le vendredi 9 juin 2023, la mairie du 16e arrondissement de Paris recevait une cérémonie officielle où a été distinguée la commune de Saint-Georges-de-Mons. À cette occasion, celle-ci s’est vue remettre le 1er Prix national de l’initiative mémorielle décerné par l’Association nationale des membres de l’Ordre national du Mérite (ANMONM), ainsi que la médaille du Président de la République.

## Politique et administration

### Découpage territorial
La commune de Saint-Georges-de-Mons est membre de la communauté de communes Combrailles Sioule et Morge, un établissement public de coopération intercommunale (EPCI) à fiscalité propre créé le 1er janvier 2017 dont le siège est à Manzat. Ce dernier est par ailleurs membre d'autres groupements intercommunaux. De 2010 à 2016, elle faisait partie de la communauté de communes Manzat communauté ; celle-ci ayant remplacé le syndicat intercommunal à vocation multiple des Ancizes/Saint-Georges.
La commune adhère également au syndicat mixte pour l'aménagement et le développement des Combrailles (SMADC), créé en 1985, siégeant à Saint-Gervais-d'Auvergne et regroupant 102 communes du nord-ouest du département du Puy-de-Dôme.
Sur le plan administratif, elle est rattachée à l'arrondissement de Riom, à la circonscription administrative de l'État du Puy-de-Dôme et à la région Auvergne-Rhône-Alpes. De 1793 à mars 2015, elle faisait partie du canton de Manzat.
Sur le plan électoral, elle dépend du canton de Saint-Georges-de-Mons (dont elle est le bureau centralisateur) pour l'élection des conseillers départementaux, depuis le redécoupage cantonal de 2014 entré en vigueur en 2015, et de la deuxième circonscription du Puy-de-Dôme pour les élections législatives, depuis le dernier découpage électoral de 2010 (sixième circonscription avant 2010).

### Élections municipales et communautaires

#### Élections de 2020

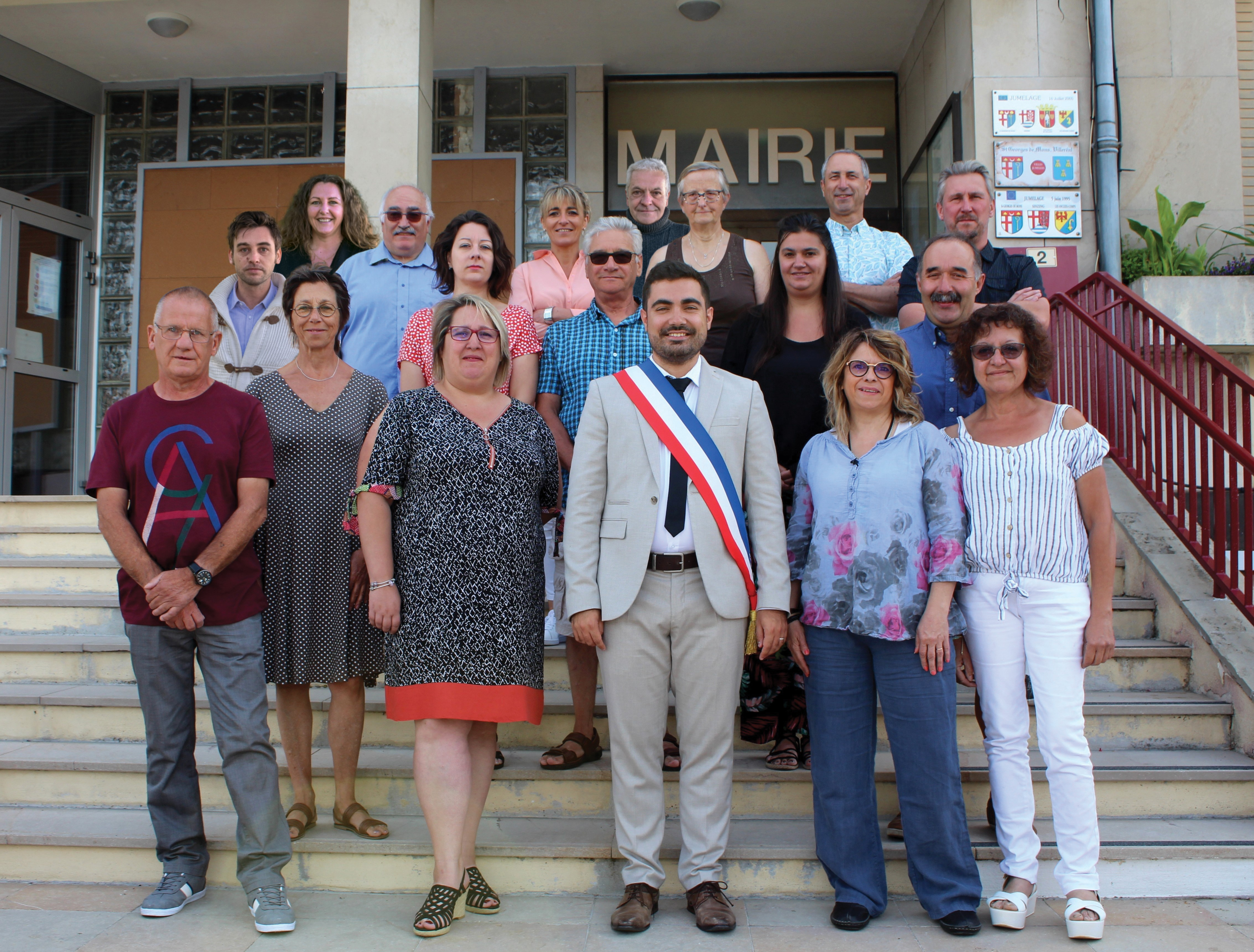
Conseil municipal 2020-2026.

Le conseil municipal de Saint-Georges-de-Mons, commune de plus de 1 000 habitants, est élu au scrutin proportionnel de liste à deux tours (sans aucune modification possible de la liste), pour un mandat de six ans renouvelable. Compte tenu de la population communale, le nombre de sièges à pourvoir lors des élections municipales de 2020 est de 19. Les dix-neuf conseillers municipaux sont élus au premier tour, le 15 mars 2020, avec un taux de participation de 56,73 %, se répartissant en : seize sièges issus de la liste de Julien Perrin et trois sièges issus de la liste de Franck Baly.
Les quatre sièges attribués à la commune au sein du conseil communautaire de la communauté de communes Combrailles Sioule et Morge se répartissent en : trois sièges issus de la liste de Julien Perrin et un siège issu de la liste de Franck Baly.
Quatre adjoints, une conseillère déléguée et treize conseillers municipaux ont été désignés à la suite de l'élection municipale de 2020.

#### Chronologie des maires
| Période                                  | Période                         | Identité           | Étiquette      | Qualité                                            |
| ---------------------------------------- | ------------------------------- | ------------------ | -------------- | -------------------------------------------------- |
| Les données manquantes sont à compléter. |                                 |                    |                |                                                    |
| mars 1965                                | mars 1983                       | Jean Cosson        | RI puis UDF-PR | Conseiller général du canton de Manzat (1967-1979) |
| mars 1983                                | mars 1989                       | Christian Ginier   | DVD            |                                                    |
| mars 1989                                | mars 2001                       | Jean Blanc         | DVG            |                                                    |
| mars 2001                                | mai 2020                        | Camille Chanseaume | PS             | Retraité                                           |
| mai 2020                                 | En cours (au 15 septembre 2021) | Julien Perrin      | SE             | Gestionnaire de patrimoine                         |

### Jumelages
Saint-Georges-de-Mons est jumelée avec :
- Sinzing (commune située en Bavière, au sud de l'Allemagne) depuis le 4 juin 1995 ;
- San Mateo de Gállego (commune située dans la province de Saragosse, dans le Nord de l'Espagne).

## Équipements et services publics

### Eau et déchets
Le SICTOM de Pontaumur-Pontgibaud assure la collecte des déchets pour la commune de Saint-Georges-de-Mons. La déchèterie la plus proche est située aux Ancizes-Comps.

### Enseignement
La commune dépend de l'académie de Clermont-Ferrand.
Les élèves commencent leur scolarité à l'école maternelle puis à l'école élémentaire publique de la commune, puis poursuivent au collège des Ancizes (commune limitrophe des Ancizes-Comps), et au lycée Virlogeux ou Pierre-Joël-Bonté, à Riom.

### Justice
Sur le plan judiciaire, Saint-Georges-de-Mons dépend de la cour d'appel de Riom, du tribunal de proximité de Riom et des tribunaux judiciaire et de commerce de Clermont-Ferrand.

## Population et société

### Démographie

#### Évolution démographique
L'évolution du nombre d'habitants est connue à travers les recensements de la population effectués dans la commune depuis 1793. Pour les communes de moins de 10 000 habitants, une enquête de recensement portant sur toute la population est réalisée tous les cinq ans, les populations de référence des années intermédiaires étant quant à elles estimées par interpolation ou extrapolation. Pour la commune, le premier recensement exhaustif entrant dans le cadre du nouveau dispositif a été réalisé en 2007.

En 2022, la commune comptait 2 003 habitants, en évolution de +1,37 % par rapport à 2016 (Puy-de-Dôme : +2,1 %, France hors Mayotte : +2,11 %).
| 1793  | 1800  | 1806  | 1821  | 1831  | 1836  | 1841  | 1846  | 1851  |
| ----- | ----- | ----- | ----- | ----- | ----- | ----- | ----- | ----- |
| 1 143 | 1 080 | 1 281 | 1 359 | 1 409 | 1 530 | 1 571 | 1 572 | 1 526 |

| 1856  | 1861  | 1866  | 1872  | 1876  | 1881  | 1886  | 1891  | 1896  |
| ----- | ----- | ----- | ----- | ----- | ----- | ----- | ----- | ----- |
| 1 525 | 1 483 | 1 536 | 1 545 | 1 536 | 1 560 | 1 558 | 1 527 | 1 507 |

| 1901  | 1906  | 1911  | 1921  | 1926  | 1931  | 1936  | 1946  | 1954  |
| ----- | ----- | ----- | ----- | ----- | ----- | ----- | ----- | ----- |
| 1 525 | 1 512 | 1 527 | 1 432 | 1 682 | 1 519 | 1 566 | 1 643 | 1 832 |

| 1962  | 1968  | 1975  | 1982  | 1990  | 1999  | 2006  | 2007  | 2012  |
| ----- | ----- | ----- | ----- | ----- | ----- | ----- | ----- | ----- |
| 2 303 | 2 476 | 2 567 | 2 689 | 2 451 | 2 260 | 2 196 | 2 187 | 2 050 |

| 2017  | 2022  | - | - | - | - | - | - | - |
| ----- | ----- | - | - | - | - | - | - | - |
| 1 955 | 2 003 | - | - | - | - | - | - | - |

#### Pyramide des âges
En 2018, le taux de personnes d'un âge inférieur à 30 ans s'élève à 27,5 %, soit en dessous de la moyenne départementale (34,2 %). À l'inverse, le taux de personnes d'âge supérieur à 60 ans est de 33,0 % la même année, alors qu'il est de 27,9 % au niveau départemental.
En 2018, la commune comptait 994 hommes pour 952 femmes, soit un taux de 51,08 % d'hommes, largement supérieur au taux départemental (48,41 %).
Les pyramides des âges de la commune et du département s'établissent comme suit.
| Hommes | Classe d’âge | Femmes |
| ------ | ------------ | ------ |
| 0,7    | 90 ou +      | 1,1    |
| 10,1   | 75-89 ans    | 14,5   |
| 19,1   | 60-74 ans    | 20,8   |
| 25,1   | 45-59 ans    | 22,6   |
| 15,9   | 30-44 ans    | 15,4   |
| 13,9   | 15-29 ans    | 11,6   |
| 15,2   | 0-14 ans     | 14,1   |

| Hommes | Classe d’âge | Femmes |
| ------ | ------------ | ------ |
| 0,7    | 90 ou +      | 2,1    |
| 7,4    | 75-89 ans    | 10,2   |
| 17,7   | 60-74 ans    | 18,6   |
| 20,2   | 45-59 ans    | 19,2   |
| 18,4   | 30-44 ans    | 17,4   |
| 18,6   | 15-29 ans    | 17,2   |
| 17     | 0-14 ans     | 15,3   |

### Sports
- Complexe Sportif Jean Duval.
- Activités sportives : trois parcours de santé[SGM 7].
- Piscine communautaire[SGM 7].

Distinction : Saint-Georges-de-Mons a reçu, de la part du Comité départemental olympique et sportif (CDOS), le titre de commune la plus sportive du Puy-de-Dôme 2019 dans la catégorie des villes entre 1.500 et 2.500 habitants.

### Cultes
- Église
- Mosquée, aux Ancizes-Comps[SGM 8].

## Économie

### Emploi
En 2013, la population âgée de quinze à soixante-quatre ans s'élevait à 1 244 personnes, parmi lesquelles on comptait 74,2 % d'actifs dont 66,1 % ayant un emploi et 8 % de chômeurs.
On comptait 682 emplois dans la zone d'emploi. Le nombre d'actifs ayant un emploi résidant dans la zone étant de 826, l'indicateur de concentration d'emploi s'élève à 82,5 %, ce qui signifie que la commune offre moins d'un emploi par habitant actif.
La majorité de ces emplois sont des emplois ouvriers (39 %, soit 277 emplois sur 711). Les employés étaient 22,2 % et les professions intermédiaires 21 %. Par secteur d'activité, la majorité des emplois (45,6 %) émane de l'industrie.
752 des 826 personnes âgées de quinze ans ou plus (soit 91,1 %) sont des salariés. 30 % des actifs travaillent dans la commune de résidence.

### Entreprises
Au 1er janvier 2015, Saint-Georges-de-Mons comptait 76 entreprises : huit dans l'industrie (dont UKAD), quatorze dans la construction, vingt-neuf dans le commerce, le transport, l'hébergement et la restauration, quatorze dans les services aux entreprises et onze dans les services aux particuliers.
En outre, elle comptait 92 établissements.

#### Industrie
- Aciéries Aubert et Duval, sur la commune voisine des Ancizes-Comps[SGM 9].
- Usine UKAD : vente de produits en titane pour l'aéronautique[SGM 9].
- La Manufacture des Lumières.

#### Commerces et services
Il existe dans la commune un commerce d'alimentation générale (enseigne Vival), un supermarché (enseigne Intermarché).
La commune compte également deux restaurants : celui de l'auberge Le Saint-Georges, au chef-lieu et une pizzeria, à La Croix de Pierre.

### Tourisme
Au 1er janvier 2020, la commune comptait un hôtel deux étoiles (Auberge Le Saint-Georges) de neuf chambres. Un gîte, à La Bussière, ainsi que des chambres d'hôtes, à Genestouze, sont implantés dans la commune, ainsi qu'un meublé de tourisme deux étoiles.
Le camping municipal, ouvert de mai à septembre, non classé selon l'Insee ou deux étoiles selon la communauté de communes, comprend 48 emplacements au 1er janvier 2020.

## Culture et patrimoine

### Lieux et monuments
- Église de Saint-Georges-de-Mons
- Site des Bruyères, hameau du Mazal
- Le forgeron, sculpture de Jean Chauchard[40]

Église.

### Équipements culturels
- Bibliothèque municipale[SGM 11].
- École de musique

### Héraldique
| Blason de Saint-Georges-de-Mons | Blason  | Parti au 1 d'argent à la croix de gueules, au 2 d'azur à la crosse d'or posée en pal, au chef de gueules chargé d'un croissant d'argent, accosté de deux coquilles d'or. |
| Blason de Saint-Georges-de-Mons | Détails | L'origine du blason de la commune est la suivante : - La croix de gueules est l'attribut de saint Georges, patron de la commune. Elle symbolise également le carrefour des provinces qu'est Saint-Georges-de-Mons. Dans l'étymologie du toponyme, le mont (« Mons ») fait référence à la situation élevée du territoire. - La crosse et l'étui de crosse rappellent qu'un important prieuré, fondé par les bénédictins de Mozac, a existé de 1169 à la Révolution. - Le chevron, les coquilles et le croissant sont repris sur les armes des familles Ytier de Montfaucon (château de Courteix), Forget et du Puy-de-Dienne (château de Gourdon) qui furent seigneurs du lieu. |